# Colin Campbell (regista del cinema muto)
Colin Campbell (Scozia, 11 ottobre 1859 – Hollywood, 26 agosto 1928) è stato un regista, sceneggiatore e attore scozzese.

## Biografia
Nato in Scozia nel 1859, Colin Campbell lavorò nel cinema muto statunitense. Diresse 179 film, ne sceneggiò 62, lavorando a lungo per la Selig Polyscope, la prima compagnia che aprì stabilmente uno studio a Hollywood. La carriera di Campbell copre l'arco di anni che va dal 1911 al 1927. Fu anche attore di cinque film, girati dal 1913 al 1921.
Morì a Hollywood il 26 agosto 1928, all'età di sessantanove anni.

## Filmografia

### Regista

#### 1911
- His First Long Trousers – cortometraggio (1911)
- Getting Married – cortometraggio (1911)
- The Plumber – cortometraggio (1911)
- A Romance of the Rio Grande, co-regia di Otis Thayer – cortometraggio (1911)
- Brown of Harvard – cortometraggio (1911)
- Paid Back – cortometraggio (1911)

#### 1912
- Cinderella – cortometraggio (1912)
- The Prosecuting Attorney – cortometraggio (1912)
- A Safe Proposition – cortometraggio (1912)
- The Hypnotic Detective – cortometraggio (1912)
- The Ace of Spades – cortometraggio (1912)
- Bounder – cortometraggio (1912)
- The Ones Who Suffer – cortometraggio (1912)
- A Waif of the Sea – cortometraggio (1912)
- Me an' Bill – cortometraggio (1912)
- Bessie's Dream – cortometraggio (1912)
- The New Woman and the Lion – cortometraggio (1912)
- The Price He Paid – cortometraggio (1912)
- Cristoforo Colombo  (The Coming of Columbus) – cortometraggio (1912)
- The Love of an Island Maid – cortometraggio (1912)
- Rivals – cortometraggio (1912)
- A Reconstructed Rebel – cortometraggio (1912)
- The Price of Art – cortometraggio (1912)
- The Vision Beautiful – cortometraggio (1912)
- The Professor's Wooing – cortometraggio (1912)
- His Masterpiece – cortometraggio (1912)
- The Polo Substitute – cortometraggio (1912)
- The Little Indian Martyr – cortometraggio (1912)
- Sergeant Byrne of the Northwest Mounted Police – cortometraggio (1912)
- The Indelible Stain – cortometraggio (1912)
- Partners – cortometraggio (1912) )
- The Pity of It – cortometraggio (1912) )
- The Great Drought – cortometraggio (1912)
- An Assisted Elopement – cortometraggio (1912)
- Euchred – cortometraggio (1912)
- Monte Cristo – cortometraggio (1912)
- The Shuttle of Fate – cortometraggio (1912)
- A Sad Devil – cortometraggio (1912)
- The Fisherboy's Faith – cortometraggio (1912)
- His Wedding Eve – cortometraggio (1912)
- Carmen of the Isles – cortometraggio (1912)
- Kings of the Forest – cortometraggio (1912)
- Old Songs and Memories – cortometraggio (1912)
- Shanghaied – cortometraggio (1912)
- Mike's Brainstorm – cortometraggio (1912)
- The Triangle – cortometraggio (1912)
- The God of Gold – cortometraggio (1912)
- Opitsah: Apache for Sweetheart – cortometraggio (1912)
- Sammy Orpheus; or, The Pied Piper of the Jungle – cortometraggio (1912)
- The Last of Her Tribe – cortometraggio (1912)
- The Little Organ Player of San Juan – cortometraggio (1912)

#### 1913
- Greater Wealth – cortometraggio (1913)
- Whose Wife Is This? – cortometraggio (1913)
- A Revolutionary Romance – cortometraggio (1913)
- The Three Wise Men – cortometraggio (1913)
- A Little Hero – cortometraggio (1913)
- The Early Bird – cortometraggio (1913)
- The Flaming Forge – cortometraggio (1913)
- The Story of Lavinia – cortometraggio (1913)
- The Dancer's Redemption – cortometraggio (1913)
- Sally in Our Alley – cortometraggio (1913)
- A Prisoner of Cabanas – cortometraggio (1913)
- Vengeance Is Mine – cortometraggio (1913)
- A Wise Old Elephant – cortometraggio (1913)
- Alas! Poor Yorick! – cortometraggio (1913)
- Dollar Down, Dollar a Week – cortometraggio (1913)
- Hiram Buys an Auto – cortometraggio (1913)
- An Old Actor – cortometraggio (1913)
- In the Long Ago – cortometraggio (1913)
- The Noisy Six – cortometraggio (1913)
- Wamba, a Child of the Jungle – cortometraggio (1913)
- The Wordless Message, regia di Colin Campbell – cortometraggio (1913)
- When the Circus Came to Town – cortometraggio (1913)
- Alone in the Jungle – cortometraggio (1913)
- When Lillian Was Little Red Riding Hood – cortometraggio (1913)
- When Men Forget – cortometraggio (1913)
- Songs of Truce – cortometraggio (1913)
- Budd Doble Comes Back – cortometraggio (1913)
- A Wild Ride – cortometraggio (1913)
- The Ne'er to Return Road – cortometraggio (1913)
- Thor, Lord of the Jungles – cortometraggio (1913)
- Hope – cortometraggio (1913)
- Phantoms – cortometraggio (1913)
- The Hopeless Dawn – cortometraggio (1913)
- Terrors of the Jungle – cortometraggio (1913)
- The Master of the Garden – cortometraggio (1913)
- Until the Sea... – cortometraggio (1913)
- A Dip in the Briney – cortometraggio (1913)

#### 1914
- On the Breast of the Tide – cortometraggio (1914)
- The Uphill Climb – cortometraggio (1914)
- The Tragedy of Ambition – cortometraggio (1914)
- The Smuggler's Sister – cortometraggio (1914)
- The Spoilers (1914)
- The Salvation of Nance O'Shaughnessy – cortometraggio (1914)
- The Cherry Pickers – cortometraggio (1914)
- Shotgun Jones – cortometraggio (1914))
- Me an' Bill – cortometraggio (1914)
- In Defiance of the Law – cortometraggio (1914)
- The Lily of the Valley – cortometraggio (1914)
- His Fight – cortometraggio (1914)
- The Wilderness Mail – cortometraggio (1914)
- The Mother Heart – cortometraggio (1914)
- When the Cook Fell Ill – cortometraggio (1914)
- Etienne of the Glad Heart – cortometraggio (1914)
- Willie – cortometraggio (1914)
- The Speck on the Wall – cortometraggio (1914)
- The Reveler – cortometraggio (1914)
- The White Mouse – cortometraggio (1914)
- Chip of the Flying U – cortometraggio (1914)
- When the West Was Young – cortometraggio (1914)
- The Lonesome Trail – cortometraggio (1914)
- The Going of the White Swan – cortometraggio (1914)
- Hearts and Masks – cortometraggio (1914)
- The Woman of It – cortometraggio (1914)
- The Tragedy That Lived – cortometraggio (1914)
- The Losing Fight – cortometraggio (1914)
- The Story of the Blood Red Rose – cortometraggio (1914)
- Her Sacrifice – cortometraggio (1914)
- Il cacciatore di bisonti (In the Days of the Thundering Herd), co-regia di Francis J. Grandon - mediometraggio (1914)
- Till Death Us Do Part – cortometraggio (1914)

#### 1915
- The Vision of the Shepherd – cortometraggio (1915)
- The Carpet from Bagdad (1915)
- Willie Goes to Sea – cortometraggio (1915)
- Sands of Time – cortometraggio (1915)
- The Rosary (1915)
- Ebb Tide – cortometraggio (1915)
- Man's Law – cortometraggio (1915)
- The Runt – cortometraggio (1915)
- Sweet Alyssum (1915)
- Just as I Am – cortometraggio (1915)
- Foiling Father's Foes (1915)

#### 1916
- The Smouldering Flame (1916)
- The Devil-in-Chief – cortometraggio (1916)
- Thou Shalt Not Covet (1916)
- The Regeneration of Jim Halsey – cortometraggio (1916)
- The Ne'er Do Well (1916)
- The Three Wise Men – cortometraggio (1916)
- Gloria's Romance co-regia Walter Edwin (1916)
- The Dream of Eugene Aram – cortometraggio (1916)
- The Crisis (1916)
- The Brand of Cain – cortometraggio (1916)
- The Garden of Allah (1916)

#### 1917
- Beware of Strangers (1917)
- The Smoldering Spark – cortometraggio (1917)
- The Love of Madge O'Mara – cortometraggio (1917)
- Her Perilous Ride – cortometraggio (1917)
- Her Heart's Desire – cortometraggio (1917)
- Between Man and Beast – cortometraggio (1917)
- The Victor of the Plot – cortometraggio (1917)
- The Witness for the State – cortometraggio (1917)
- The Angel of Poverty Row – cortometraggio (1917)
- The Law North of 65 – cortometraggio (1917)
- Who Shall Take My Life? (1917)

#### 1918
- The City of Purple Dreams (1918)
- The Still Alarm (1918)
- A Hoosier Romance (1918)
- The Yellow Dog
- Tongues of Flame (1918)
- The Sea Flower
- Little Orphant Annie (1918)

#### 1919
- The Railroader
- The Thunderbolt (1919)
- The Beauty Market

#### 1920
- The Corsican Brothers, co-regia di Louis J. Gasnier (1920)
- When Dawn Came
- Moon Madness
- Big Happiness

#### 1921
- The First Born (1921)
- Black Roses (1921)
- Where Lights Are Low (1921)
- The Swamp (1921)
- The Lure of Jade

#### 1922
- Two Kinds of Women (1922)
- The World's a Stage

#### 1923
- Three Who Paid (1923)
- The Buster
- Bucking the Barrier
- The Grail (1923)

#### 1924
- Pagan Passions
- The Bowery Bishop

### Sceneggiatore (parziale)
- Getting Married, regia di Colin Campbell – cortometraggio (1911)
- The Plumber, regia di Colin Campbell – cortometraggio (1911)
- Brown of Harvard, regia di Colin Campbell – cortometraggio (1911)
- Paid Back, regia di Colin Campbell – cortometraggio (1911)
- Cinderella, regia di Colin Campbell – cortometraggio (1912)
- The Prosecuting Attorney, regia di Colin Campbell – cortometraggio (1912)
- A Safe Proposition, regia di Colin Campbell – cortometraggio (1912)
- The Hypnotic Detective, regia di Colin Campbell – cortometraggio (1912)
- The Ace of Spades, regia di Colin Campbell – cortometraggio (1912)
- Bounder, regia di Colin Campbell – cortometraggio (1912)
- The Ones Who Suffer, regia di Colin Campbell – cortometraggio (1912)
- A Waif of the Sea, regia di Colin Campbell – cortometraggio (1912)
- Me an' Bill, regia di Colin Campbell – cortometraggio (1912)
- The Price He Paid, regia di Colin Campbell – cortometraggio (1912)
- Brains and Brawn, regia di Fred Huntley – cortometraggio (1912)
- Rivals, regia di Colin Campbell – cortometraggio (1912)
- The Price of Art, regia di Colin Campbell – cortometraggio (1912)
- His Masterpiece, regia di Colin Campbell – cortometraggio (1912)
- The Indelible Stain, regia di Colin Campbell – cortometraggio (1912)
- Partners, regia di Colin Campbell – cortometraggio (1912) )
- The Pity of It, regia di Colin Campbell – cortometraggio (1912) )
- Euchred, regia di Colin Campbell – cortometraggio (1912)
- Monte Cristo, regia di Colin Campbell – cortometraggio (1912)
- His Wedding Eve, regia di Colin Campbell – cortometraggio (1912)
- Carmen of the Isles, regia di Colin Campbell – cortometraggio (1912)
- Kings of the Forest, regia di Colin Campbell – cortometraggio (1912)
- The Triangle, regia di Colin Campbell – cortometraggio (1912)
- The God of Gold, regia di Colin Campbell – cortometraggio (1912)
- Whose Wife Is This?, regia di Colin Campbell – cortometraggio (1913)
- A Revolutionary Romance, regia di Colin Campbell – cortometraggio (1913)
- Alas! Poor Yorick!, regia di Colin Campbell – cortometraggio (1913)
- Dollar Down, Dollar a Week, regia di Colin Campbell – cortometraggio (1913)
- Hiram Buys an Auto, regia di Colin Campbell – cortometraggio (1913)
- An Old Actor, regia di Colin Campbell – cortometraggio (1913)
- A Wild Ride, regia di Colin Campbell – cortometraggio (1913)
- Phantoms, regia di Colin Campbell – cortometraggio (1913)
- The Hopeless Dawn, regia di Colin Campbell – cortometraggio (1913)
- Until the Sea..., regia di Colin Campbell – cortometraggio (1913)
- A Dip in the Briney, regia di Colin Campbell – cortometraggio (1913)
- The Salvation of Nance O'Shaughnessy, regia di Colin Campbell – cortometraggio (1914)
- Me an' Bill, regia di Colin Campbell – cortometraggio (1914)
- In Defiance of the Law, regia di Colin Campbell – cortometraggio (1914)
- His Fight, regia di Colin Campbell – cortometraggio (1914)
- The Wilderness Mail, regia di Colin Campbell – cortometraggio (1914)
- The Speck on the Wall, regia di Colin Campbell – cortometraggio (1914)
- The Reveler, regia di Colin Campbell – cortometraggio (1914)
- The White Mouse, regia di Colin Campbell – cortometraggio (1914)
- Chip of the Flying U, regia di Colin Campbell – cortometraggio (1914)
- The Going of the White Swan, regia di Colin Campbell – cortometraggio (1914)
- Hearts and Masks, regia di Colin Campbell – cortometraggio (1914)
- The Woman of It, regia di Colin Campbell – cortometraggio (1914)
- The Tragedy That Lived, regia di Colin Campbell – cortometraggio (1914)
- The Losing Fight, regia di Colin Campbell – cortometraggio (1914)
- Her Sacrifice, regia di Colin Campbell – cortometraggio (1914)
- Till Death Us Do Part, regia di Colin Campbell – cortometraggio (1914)
- Sands of Time, regia di Colin Campbell – cortometraggio (1915)
- Man's Law, regia di Colin Campbell – cortometraggio (1915)
- The Runt, regia di Colin Campbell – cortometraggio (1915)
- The Regeneration of Jim Halsey, regia di Colin Campbell – cortometraggio (1916)
- The Dream of Eugene Aram, regia di Colin Campbell – cortometraggio (1916)

- The Crisis, regia di Colin Campbell (1916)

### Attore
- An Old Actor, regia di Colin Campbell (1913)
- Bing-Bang Brothers (1915)
- Foiling Father's Foes, regia di Colin Campbell (1915)
- Toodles, Tom and Trouble (1915)
- Where Lights Are Low, regia di Colin Campbell (1921)

### Galleria di immagini

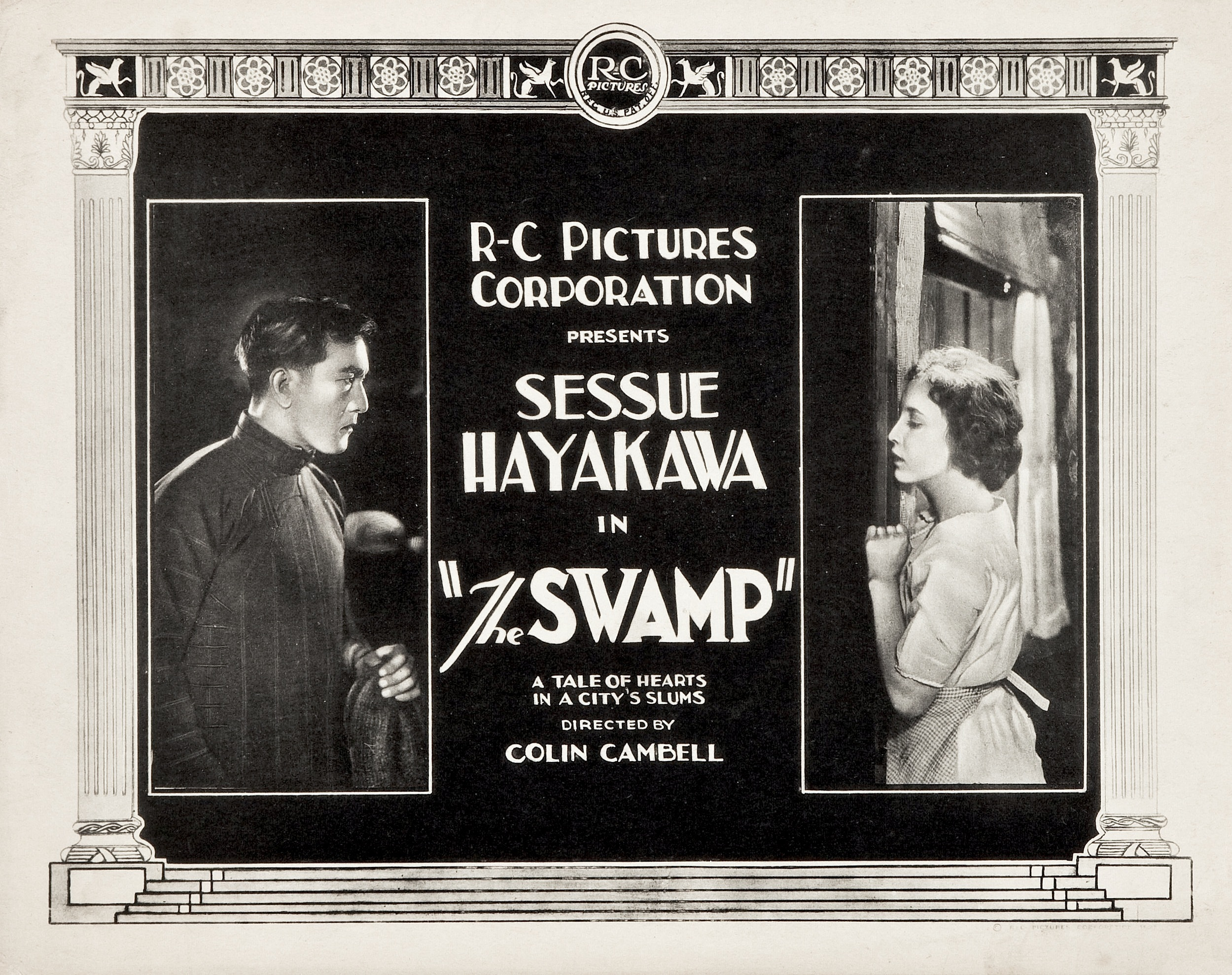
The Swamp (1921)